# Zwartkoprosella
De zwartkoprosella (Platycercus venustus) is een vogel uit de familie Psittaculidae (papegaaien van de Oude Wereld).

## Verspreiding en leefgebied
Deze soort is endemisch in noordelijk Australië en telt twee ondersoorten:
- P. v. venustus: noordelijk Noordelijk Territorium en noordwestelijk Queensland.
- P. v. hilli: noordoostelijk West-Australië en noordwestelijk Noordelijk Territorium.

## Status
De grootte van de populatie is niet gekwantificeerd maar de soort wordt omschreven als plaatselijk algemeen. Op de Rode lijst van de IUCN heeft deze soort de status niet bedreigd.